# Вільялобос (Самора)
Вільялобос (ісп. Villalobos) — муніципалітет в Іспанії, у складі автономної спільноти Кастилія-і-Леон, у провінції Самора. Населення — 310 осіб (2010).
Муніципалітет розташований на відстані близько 230 км на північний захід від Мадрида, 55 км на північний схід від Самори.

## Демографія
Динаміка населення (INE ):